# Allgäuer Emmentaler

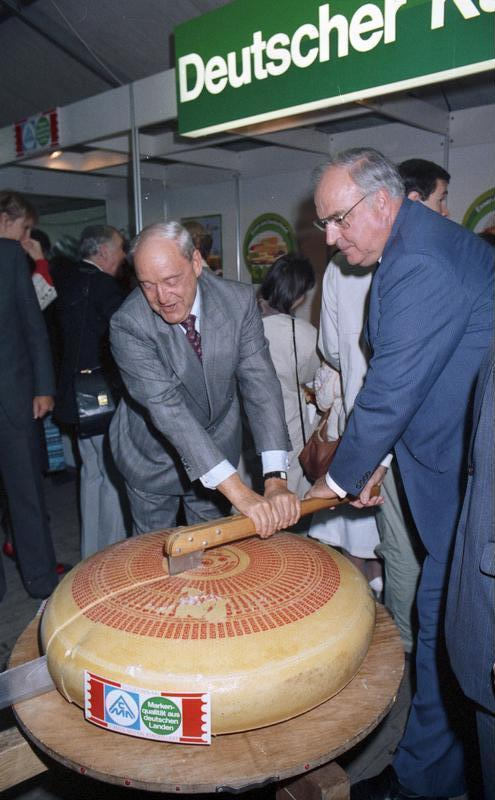
Evento giornalistico a Bonn, con Emmental bavarese

L'Allgäuer Emmentaler (letteralmente dal tedesco "emmental dell'Algovia") è un tipo di emmental prodotto in Germania nella regione dell'Algovia, registrato come denominazione di origine protetta (DOP) dal gennaio 1997.

## Storia
In Algovia nel XVIII secolo già si produceva un formaggio a pasta dura, con risultati molto irregolari a seconda del produttore. Nel 1821 Josef Aurel Stadler portò due casari svizzeri a Weiler per migliorare e omogeneizzare la produzione, così intorno al 1840 molti caseifici locali potevano produrre Emmental di qualità. L'introduzione di cantine di fermentazione basate sul modello svizzero uniformò e migliorò il prodotto, stabilizzando anche la dimensione delle occhiature.

## Zona di produzione
Viene prodotto nei distretti di Lindau, Oberallgáu, Ostallgáu, Unterallgáu, Ravensburg e Bodenseekreis e  nelle città di Kaufbeuren, Kempten e Memmingen.

## Processo di produzione
L'Emmental dell'Algovia è prodotto con latte crudo proveniente dalle mungiture di sera e mattino, riscaldato a 30 gradi e mescolato con caglio. Dopo la lavorazione con l'arpa si riscalda a 50 gradi e successivamente pressata. Il passaggio in un bagno di sale forma la cotenna.
Nel corso della fermentazione si formano le classiche occhiature ed infine il formaggio viene stagionato per almeno tre mesi.
Il contenuto di sostanza secca è almeno del 62%. Si presenta di colore giallo opaco con una crosta liscia di colore giallo dorato. Il suo gusto ha un inconfondibile carattere di nocciola. La forma non è fissata dal disciplinare, perciò si possono trovare forme quadrate, rettangolari e tonde, pesanti da 40 a 130 chilogrammi.

## Commercializzazione e consumo
In Germania L'Allgäuer Emmentaler viene comunemente chiamato "Schweizer käse", cioè "formaggio svizzero".
Ha sapore più leggero dell'Emmentaler svizzero a causa dell stagionatura breve e per le minori dimensioni delle forme.
La sua promozione e tutela spetta all'Associazione lattiero-casearia di Baviera
Nella cucina tipica viene utilizzato per gli spatzle al formaggio e in insalata con le cipolle.